# Saltum (parochie)
Saltum is een parochie van de Deense Volkskerk in de Deense gemeente Jammerbugt. De parochie maakt deel uit van het bisdom Aalborg en telt 1302 kerkleden op een bevolking van 1460 (2004).
Historisch was de parochie deel van de herred Hvetbo. In 1970 werd Saltum deel van de nieuw gevormde gemeente Pandrup, die in 2007 opging in de gemeente Jammerbugt.
Aaby · Alstrup · Bejstrup · Biersted · Brovst · Fjerritslev · Gjøl · Gøttrup · Haverslev · Hjortdal · Hune · Ingstrup · Jetsmark · Kettrup · Klim · Koldmose · Kollerup · Langeslund · Lerup · Øland · Øster Svenstrup · Saltum · Skræm · Torslev · Tranum · Vedsted · Vester Hjermitslev · Vester Torup · Vust